# Henrikas Kersnauskas
Henrikas Kersnauskas (* 28. Maijul. / 10. Juni 1909greg. in Molėtai, Gouvernement Kurland; † 9. Dezember 1957 in Kaunas, Litauische SSR) war ein litauischer Fußballspieler und -trainer.

## Karriere
Henrikas Kersnauskas wurde 1909 in Molėtai im Gouvernement Kurland geboren.
Er begann seine Karriere vermutlich Ende der 1920er Jahre in Ukmergė, um für die dortigen Vereine Šaulys Ukmergė und Perkūnas Ukmergė zu spielen. Anfang der 1930er wechselte Kersnauskas nach Kaunas. Zuerst bei SS Kovas Kaunas aktiv, spielte der Mittelstürmer von 1934 bis 1940 für MSK Kaunas. Nach dem Zweiten Weltkrieg spielte er weiterhin in Kaunas bei Spartakas, Perkūnas und Inkaras. Bei letzterem beendete Kersnauskas seine Karriere.
Im August 1934 debütierte Kersnauskas in der Litauischen Nationalmannschaft im Spiel gegen Finnland, in dem er zugleich sein erstes Länderspieltor erzielen konnte. Mit der Auswahl Litauens nahm er am Baltic Cup 1935 in Estland teil und gewann diesen mit der Mannschaft.
Für Litauen kam Henrikas Kersnauskas auf insgesamt 11 Einsätze, bei denen er vier Tore erzielte.
Von 1949 bis 1957 trainierte er den FK Inkaras Kaunas.

## Erfolge
mit Litauen:
- Baltic Cup: 1935